# Мікросома
Мікросоми (від «мікро» і грею. «sōma» — тіло) — фрагменти ендоплазматичної мережі (бульбашки), що утворюються при руйнуванні клітин у процесі гомогенізації тканин тварин і рослин. Первинні мікросоми утворюються шляхом діяльності ендоплазматичної сітки.
Уперше були виявлені в 1880 р. Ганштейном.

## Типи
Мікросоми являють собою кулясті тіла діаметром від 0.2 до 1.5 мкм, обмежені елементарною мембраною. У клітинах рослин виявлені два типи мікросом, що виконують різні функції — пероксисоми і гліоксисоми.
Пероксисоми численні в клітинах листків, де вони тісно зв'язані з хлоропластами. У них відбувається окислювання синтезованої в процесі фотосинтезу гліколевої кислоти з утворенням амінокислоти гліцину, яка вже в мітохондріях перетворюється в серин. При роботі ферментних систем пероксисом утворюється пероксид водню, який руйнується в цих органоїдах ферментом каталазою, що міститься в органоїдах.
Гліоксисоми з'являються при проростанні насіння, у якому запас поживних речовин представлений здебільшого жирами. Вони містять ряд ферментів, необхідних для перетворення жирів у цукри в процесі окислювання жирних кислот і реакцій гліоксилатного циклу.